# TRAPPIST-1b
TRAPPIST-1b е първата планета от планетарната система TRAPPIST-1.
Тя има размери, близки до тези на Земята – радиусът ѝ е около 1,086 земни радиуса. Въпреки това, масата ѝ е по-малка – само 0,79 от земната. От тези данни се може да се изчисли, че плътността на TRAPPIST-1b е около 3,4 g/cm³. Тази ниска стойност най-вероятно показва значително съдържание на вода и/или други леки вещества на планетата. Предполагаемата повърхностна температура, без да се отчита парниковият ефект на атмосферата, възлиза на около 127 °C. Данните за масата и плътността на планетата са грешни до публикуването на тези от телескопа „Кеплер“.
Всички планети от системата на TRAPPIST-1 имат много близка орбита. TRAPPIST-1b прави една обиколка около звездата за около един ден и половина, а орбиталният ѝ радиус е почти 100 пъти по-малък от този на Земята.
|  | Тази страница частично или изцяло представлява превод на страницата TRAPPIST-1 b в Уикипедия на руски. Оригиналният текст, както и този превод, са защитени от Лиценза „Криейтив Комънс – Признание – Споделяне на споделеното“, а за съдържание, създадено преди юни 2009 година – от Лиценза за свободна документация на ГНУ. Прегледайте историята на редакциите на оригиналната страница, както и на преводната страница, за да видите списъка на съавторите. ВАЖНО: Този шаблон се отнася единствено до авторските права върху съдържанието на статията. Добавянето му не отменя изискването да се посочват конкретни източници на твърденията, които да бъдат благонадеждни. |